# Francisco Gavidia
 (septembre 2017).
Si vous disposez d'ouvrages ou d'articles de référence ou si vous connaissez des sites web de qualité traitant du thème abordé ici, merci de compléter l'article en donnant les références utiles à sa vérifiabilité et en les liant à la section « Notes et références ».
Francisco Antonio Gavidia Guandique, né le 29 décembre 1863 à San Miguel et mort le 22 septembre 1955 à San Salvador, est un écrivain, éducateur, historien, politologue, orateur, traducteur et journaliste salvadorien.
Son œuvre très vaste atteint des dimensions encyclopédiques, il est connu pour avoir été le précepteur de Rubén Darío en adaptant le vers alexandrin au mètre castillan en plus de l’intégrer dans le conte, la poésie, le théâtre et les essais.

## Biographie
Fils de Francisco Antonio Gavidia et d’Eloisa Guandique de Gavidia, il naît dans la municipalité de Cacahuatique, aujourd’hui appelée Ciudad Barrios, dans le département de San Miguel, au Salvador. À cause de la perte de son acte de naissance originale, il y eut un débat sur l’année de sa naissance. En accord avec Hugo Lindo (en), l’année 1865 est choisie parce qu’ils existent des indices appuyant cette théorie, mais il y a d’autres données la rapprochant de l’année 1863. De fait, en accord avec un décret de l’Assemblée Législative du Salvador, cette dernière date est reconnue comme sa date de naissance.
À cause de la mort de sa mère, quand il a huit ans, Francisco Gavidia déménage dans la propriété de son père située au nord du département de San Miguel, dans l’actuelle municipalité de Ciudad Barrios. En 1880 il obtient son baccalauréat en Sciences et Lettres, puis il déménage à San Salvador où il intègre la Faculté de Jurisprudence de l’Université du Salvador. En revanche, il abandonne ses études après un an, pour devenir autodidacte. En 1882, il devient membre du groupe littéraire La Juventud et depuis ce moment il montre un fort intérêt pour la poésie française. Cette même année, selon de nombreuses sources[Lesquelles ?], il rencontre Rubén Darío. Tous deux développent une grande amitié au point qu’en 1890, Gavidia est le garçon d’honneur au mariage de Darío.
D’innombrables livres en espagnol et en français passent entre ses mains. Afin de se rétablir d’une maladie provoquée par un excès de travail et de fatigue mentale produite par son activité intellectuelle intense, il est envoyé à Paris sur ordre du président Rafael Zaldívar. Gavidia possède un vaste héritage culturel et on dit[Qui ?] qu’il maîtrisait à la perfection l’allemand, le français, l’anglais, l’italien, le portugais, l’hébreu, le latin et le grec, en plus du maya-quiché, langue pour laquelle il développe une grammaire qui a pour objectif de populariser cette langue. Il développe aussi une langue appelée « Salvador », qu’il cherche à universaliser, mais il reçoit très peu d’appui de la part des intellectuels de son époque. Malgré tout, Gavidia publie quelques poèmes en « idioma Salvador », parmi lesquels se distinguent Los Argonautas et A Marconi.
En 1887, il se marie avec la fille du journaliste Carlos Bonilla. Un an plus tard, il fonde le journal El semanario noticioso, qui sort chaque jeudi, ainsi que l’Académie de Sciences et Beaux-Arts de San Salvador. Après la destitution du général Francisco Menéndez, Gavidia s’exile et continue son activité journalistique au Costa Rica, où il est directeur de La Prensa Libre entre 1891 et 1892. Il travaille ensuite au Guatemala comme co-rédacteur du El bien publico à Quetzaltenango.
Quand il retourne au Salvador, il exerce comme rédacteur du Diaro Oficial (1894), Directeur de l’Éducation publique primaire (1896) et Ministre de l’Éducation publique (1898). En 1895, il fonde le Parti parlementariste et il travaille aussi comme professeur de l’École Normale pour jeunes filles, de l’Institut national pour jeunes garçons et pour l’Université du Salvador. En 1904, il fonde la revue Los Andes, dont il n’y eut que quatre numéros. De 1906 à 1919, il occupe la charge de Directeur titulaire de la Bibliothèque nationale. En 1912, il devient membre de l’Ateneo du Salvador.
Le gouvernement salvadorien déclare Francisco Gavidia comme « salvadorien de grand mérite » en 1933 et en 1939, la ville de San Miguel lui rend un hommage en renommant le théâtre de la ville de son nom. En 1937, Gavidia est membre de la Commission de Coopération intellectuelle du Salvador, dependencia de la Société des Nations et en 1941, l’Université du Salvador lui accorde le titre de docteur honoris causa. Vers la fin de sa vie, il lui est accordé la plus haute décoration nationale du Salvador, l’ordre « José Matías Delgado », qu’il reçoit des mains du président de la République Óscar Osorio sur son lit de mort à l’Hôpital Rosales, quelques jours avant de mourir.

## Œuvre

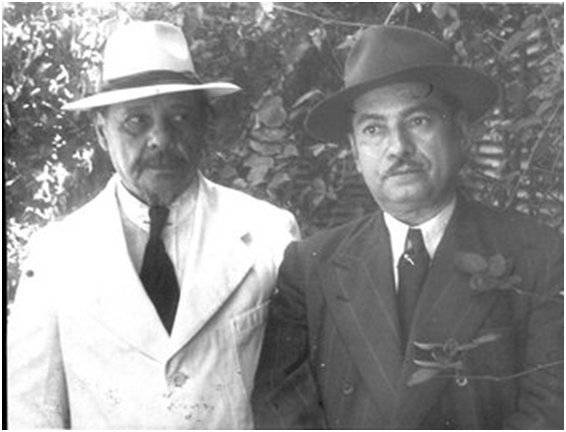
Francisco Gavidia (à gauche), accompagné de l'écrivain.

L’œuvre de Gavidia a atteint des proportions encyclopédiques. Il travaille dans la poésie, le théâtre, l’histoire, la musique, les essais, la pédagogie, la philosophie, la politique, le journalisme, la critique littéraire et la traduction. Ses vastes connaissances se nourrissent de la littérature classique, du Siècle d’or espagnol, de la culture française et de sa langue, et de la lecture d’auteurs allemands, italiens et orientaux. Il parvient à créer une nouvelle langue pour être compris universellement qui a pour nom « idioma Salvador ». De plus, il est précurseur en traitant le thème des indigènes et il est idéologue dans le domaine de l’unionisme centraméricain.
Dans un pays où l’art reçoit une forte influence européenne, Gavidia respecte l’identité et les valeurs ethniques salvadoriens, il rompt avec ce modèle et à partir de celui-ci, d’autres auteurs décident de suivre cet axe littéraire ; on peut observer son influence sur des artistes comme Salarrué, Claudia Lars et Arturo Ambrogi. Il introduit le conte avec une identité littéraire propre à sa réalité, un amalgame de thèmes indigénistes précolombiens comme des légendes et des mythes. Il est aussi considéré comme le précurseur du théâtre salvadorien. Parmi ses pièces se distinguent Ursino, La torre de marfil et Júpiter. Le désir d’identité, de liberté et de justice est aussi présent dans sa poésie, qu’à l’époque beaucoup ne peuvent assimiler puisque le désir d’universaliser l’identité salvadorienne est un fait peu compréhensible pour son époque et pour ses contemporains.
Il est aussi connu pour avoir été le conseiller du poète Rubén Darío, élève qui partageait ses peines et ses joies avec le maître salvadorien et qui connaissait l’expérience de Gavidia pour adapter le vers alexandrin à la métrique castillane, qui donne naissance à la rénovation moderniste de la poésie hispano-américaine. Darío écrit dans son autobiographie :
« Ce fut avec Gavidia, que je suis allé pour la première fois sur le sol salvadorien, où il fut initié avec ferveur à l’harmonieuse flore de Victor Hugo par la lecture des alexandrins de ce grand auteur français. Grâce à cela, Gavidia fut surement le premier à essayer d’écrire de manière française en espagnol. C’est de là que me vint l’idée d’une révolution métrique qui devait grandir et s’appliquer par la suite »[réf. nécessaire].
Il utilise déjà dans son œuvre Versos, quelques-unes des principales caractéristiques lexicales, rythmiques et métriques qui quelque temps plus tard a été codifiée et établies par Rubén Darío. C’est ensuite que son écriture évolue en une modulation particulière de sa propre voie poétique jusqu’à cultiver une réflexion conceptuelle qui atteint son apogée dans son recueil intitulé Sóteer o Tierra de preseas (1949), un chant moderne et épique qui, dans une certaine mesure, constitue son œuvre majeure et son grand héritage littéraire.
Mais, entre l’initiale étape romantique et cette profonde introspection lyrique produite par son âge avancé, il se lance dans une ambitieuse production créative composée d’essais qui passe par diverses étapes et est inspirée de multiples tendances esthétiques.
En effet, Gavidia a su aussi évoluer en tant que dramaturge d’un romantisme tardif (ou d’un espoir pré-moderne) présent dans des tragédies comme Júpiter (1885) ou Ursino (1889), à un concept épique manifesté dans le poème tragique intitulé La princesa Citalá (1944). Il reste cependant quelques œuvres théâtrales très différentes entre elles comme Conde de San Salvador o El Dios de las Cosas (1901), Lucía Lasso o Los piratas (1914), La torre de marfil (1920) ou Héspero (1931). 
Quelques-unes de ses œuvres
- Poesía (recueil de poèmes, 1877).
- Versos (poésie, 1884).
- Ursino (théâtre, 1887).
- Júpiter (théâtre, 1895).
- El encomendero' y otros cuentos (1901)
- Estudio y resumen del Discurso sobre el método de Descartes, (1901).
- Tradiciones (sur l'œuvre homonyme de Ricardo Palma, 1901).
- Conde de San Salvador o el Dios de Las Casas (roman, 1901).
- 1814 (essai, 1905).
- Obras (tome I, 1913).
- Historia moderna de El Salvador (deux tomes, 1917 et 1918).
- Cancionero del Siglo XIX (1929-1930).
- Cuentos y narraciones (1931).
- Héspero (théâtre, 1931).
- Discursos, estudios y conferencias (1941).
- La princesa Citalá (théâtre, 1946).
- Cuento de marinos (1947).
- Sóteer o Tierra de preseas (1949).